# Jean-Martial Bineau
Pour les articles homonymes, voir Bineau.
Jean-Martial Bineau est un homme politique français, né le 18 mai 1805 à Gennes (Maine-et-Loire) et mort le 8 septembre 1855 à Chatou (Seine-et-Oise).
Il est député, président de conseil général, plusieurs fois ministre, sénateur, membre de l'Académie des sciences morales et politiques et grand-croix de la Légion d'honneur.

## Biographie

### Ses débuts
Il entre major à École polytechnique en 1824, d'où il sort 5e sur une promotion de cent deux élèves en 1826 et entre à l'École des mines de Paris. Inspecteur général des mines, il se créé une réputation par plusieurs découvertes remarquées.

### Carrière politique

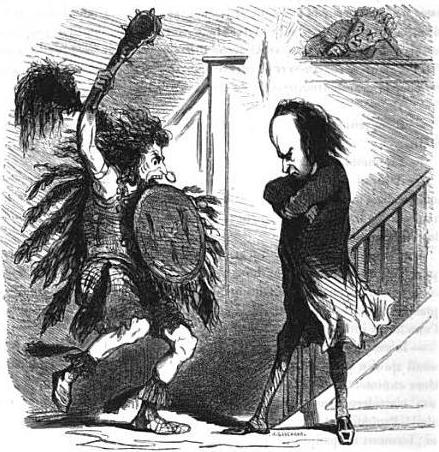
Assemblée nationale constituante, séance du 11 novembre 1848 : conflit entre Bineau, rapporteur de la commission du budget rectifié de 1848, et Victor Hugo, à propos d'une réduction du budget des Beaux-Arts. Depuis cet épisode, les caricaturistes (comme, ici, Cham) représentent Bineau en sauvage ennemi de la civilisation.

En 1841, Jean-Martial Bineau est élu député d'Angers (Maine-et-Loire). Il se montre un farouche défenseur du développement du chemin de fer et obtient successivement sa réélection en 1849. Rapporteur de la commission du budget rectifié de 1848, il devient un des orateurs financiers de la majorité conservatrice les plus écoutés.
Il est nommé ministre des Travaux publics en 1849. Il prend très nettement le parti de Louis-Napoléon Bonaparte lors du coup d'État du 2 décembre 1851 et devient, au lendemain de cet événement, membre de la Commission consultative.
En 1852, il est nommé ministre des finances par Napoléon III. Il fait transformer une rente d'État à 5 % en rente à 4,5 % le 14 mars 1852 ; cette opération permit de renflouer les caisses de l'État, mais fit beaucoup de mécontents chez les petits porteurs.
Président du conseil général de Maine-et-Loire de 1852 à 1855, il devient sénateur du Second Empire le 27 mars 1852.
Le 4 février 1855, Jean-Martial Bineau est élevé à la dignité de grand-croix de la Légion d'honneur. Il entre également à l'Académie des sciences morales et politiques.
Il est contraint, par le mauvais état de sa santé, de se retirer du ministère, le 16 août 1855. Il meurt moins d'un mois après. Il est inhumé le 11 septembre 1855 au cimetière de Montmartre 6e division.

## Tradition populaire autour du personnage de Bineau
Tous les ans, entre février et avril a lieu le carnaval de Bineau dans plusieurs communes du Hurepoix : Arpajon, Leuville-sur-Orge, Marcoussis, Nozay, La Ville-du-Bois, Linas… Son effigie est brûlée en place publique après avoir été promenée dans les rues.

## Hommage
À Neuilly-sur-Seine (Hauts-de-Seine), il existe un boulevard Bineau et un carrefour Bineau.

## Sources
- « Jean-Martial Bineau », dans Adolphe Robert et Gaston Cougny, Dictionnaire des parlementaires français, Edgar Bourloton, 1889-1891 [détail de l’édition]